# Соловейчик Симон Львович
Симон Львович Соловейчик (1 жовтня 1930 року, Сімферополь — 18 жовтня 1996 року, Москва) — радянський і російський публіцист і журналіст, теоретик педагогіки.
Працював у педагогічній журналістиці з початку 1960-х років і до кінця свого життя. У статтях, книгах, колективних маніфестах Симон Соловейчик узагальнив і представив ключові ідеї «педагогіки співпраці». У 1984—1988 роки був (поряд з головним редактором Володимиром Матвєєвим) ідейним керівником «Учительській газети», а у 1992 році створив газету «Перше вересня».
Автор книги «Педагогіка для всіх» (1977—1986), в якій виклав свої погляди на педагогіку.

## Біографія
Симон Соловейчик народився в родині літературного працівника газети «Червона зірка» Льва Ізомеровича Соловейчика (1905—1989), згодом редактора Воєніздата та письменника, автора книги «Дім сержанта Павлова» (під псевдонімом Л. Савельєв). Мати, Х. І. Соловейчик, під час німецько-радянської війни була головним лікарем санітарного поїзда, у повоєнні роки — керівник медичними складами Московського військового гарнізону, пізніше — керівник однієї з московських аптек.
Середню школу Симон Соловейчик закінчив у Москві в 1946 році. У війну два роки провів на Уралі в евакуації. У 1953 році закінчив філологічний факультет МДУ. Викладав російську мову та літературу в бібліотечному технікумі міста Зубцова. Тоді ж почав друкуватися в центральній пресі. Після повернення до Москви працював у газеті «Будівельник стадіону». З 1958 року — кореспондент журналу «Піонер». З 1956 по 1977 рік — кореспондент «Комсомольської правди».
У 1960—1970-ті роки — автор великої кількості публікацій на суспільні, сімейні, шкільні, музикознавчі теми як в «Комсомольській правді», так і в «Літературній газеті», «Тижні», журналах «Піонер», «Сім'я і школа» та інших.
Симон Соловейчик  — член Спілки журналістів з 1965 року і Спілки письменників з 1972 року.
Вів передачі на радіостанції «Маяк» під назвою «Я купив платівку», в різні роки вів на центральному телебаченні щоденні передачі «Час учнівства» і «Педагогіка для всіх».
У другій половині 1970-х років Симон Соловейчик йде з усіх газет і працює вдома. В цей період написана книга «Педагогіка для всіх» та ряд інших книг.
У 1985—1988 роки працює спеціальним кореспондентом «Учительської газети», очолюваної Володимиром Федоровичем Матвєєвим. Також Симон Соловейчик виступає організатором зустрічей педагогів-експериментаторів і редактором чотирьох маніфестів, що резюмували ці зустрічі.
У 1988 році після фактичного розгрому матвіївської команди в «Учительській газеті», Соловейчик стає браузером-колумністом тижневика «Новий час», де веде рубрику «Молодший світ». В цей період він побував у багатьох зарубіжних школах і відбив свої враження у великій серії нарисів шкільного життя різних країн світу.
У 1992 році Симон Соловейчик заснував і очолив газету і видавничий дім «Перше вересня».
Симон Соловейчик помер 18 жовтня 1996 року у Москві. Він похований на Востряковському кладовищі.